# HD 17156
HD 17156是一颗黄色的次巨星，位于仙后座，距离地球约255光年。它的视星等是8.17，这意味着肉眼不能看到它，但较好的望远镜就可以看到。太阳到此恒星的距离是255.19光年或78.24秒差距。
此恒星的质量比太阳大20％，体积则比太阳大47％。由于其绝对星等为3.70以及光谱型为G0，此恒星被认为比太阳温度高。根据色球观测的结果，它的年龄为57±13亿年。而1.2倍太阳质量恒星的总寿命应该是1.2-2.5×1010年，也就是小于64亿年。这颗恒星正处于主序星的最后阶段，其附近的行星将很快被其吞没。
根据光谱观测，这颗恒星金属量较高，金属比太阳多74％。截止2008年，天文学家认为有两颗太阳系外行星围绕它公转，但目前只有一个已被证实。

## 行星系
这是仙后座中第一颗使用径向速度法发现的行星：HD 17156 b（2007年）。稍后的观测说明这颗行星也会凌恒星。
2008年2月，推测存在第二颗行星HD 17156 c，它与内层的行星HD 17156 b的轨道成5比1的轨道共振。
| 成員 (依恆星距離) | 质量     | 半長軸 (AU) | 轨道周期 (天) | 離心率 | 傾角 | 半径 |
| ----------------- | -------- | ----------- | ------------- | ------ | ---- | ---- |
| b                 | 3.111 MJ | 0.1594      | 21.21725      | 0.6717 | —    | —    |
| c (未确认)        | 0.063 MJ | 0.481       | 111.314       | 0.136  |      |      |

## 外部連結
- SIMBAD Query result for HD 17156
- Notes for star HD 17156